# Mary Langford
Ada Mary Langford (ur. 23 listopada 1894 w Liverpoolu, zm. 11 marca 1973 w Dawlish) – angielska pływaczka reprezentująca Wielką Brytanię z początków XX wieku, medalistka igrzysk olimpijskich.
Podczas V Letnich Igrzysk Olimpijskich w Sztokholmie w 1912 roku, Langford wystartowała w jednej konkurencji pływackiej. Na dystansie 100 metrów stylem dowolnym z czasem 1:28,0 zajęła drugie miejsce w trzecim wyścigu eliminacyjnym, co pozwoliło jej startować dalej. W pierwszym półfinale zajęła piąte miejsce z czasem 1:29,2 i odpadła z dalszej rywalizacji.